# Черноконь, Евтропий Иванович
Евтропий Иванович Черноконь (5 июня 1902 — 14 января 1989) — номер расчёта орудия 6-й батареи 185-го гвардейского артиллерийского полка (82-я гвардейская Запорожская Краснознаменная ордена Богдана Хмельницкого стрелковая дивизия, 29-й гвардейский Лодзинский стрелковый корпус, 8-я гвардейская армия, 1-й Белорусский фронт), гвардии ефрейтор, участник Великой Отечественной войны, кавалер ордена Славы трёх степеней.

## Биография
Родился 5 июня 1902 года в селе Тарасовка, в крестьянской семье. Украинец. Образование начальное. Работал в домашнем хозяйстве, затем уехал в город Улан-Удэ (ныне республика Бурятия), где работал каменщиком на строительстве железной дороги.
В Красной Армии с марта 1942 года.
В действующей армии с августа 1942 года. Воевал на Сталинградском, (с 30 сентября 1942 года — Донской), Юго-Западном (с 20 октября 1943 года — 3-й Украинский) и 1-м Белорусском фронтах. Принимал участие в Сталинградской битве, Изюм-Барвенковской и Донбасской наступательных операциях, битве за Днепр, Березнеговато-Снигиревской, Одесской, Люблин-Брестской, Варшавско-Познанской и Берлинской наступательных операциях.
15 августа 1942 года при отражении танковой атаки противника в районе хутора Осинки (ныне Лискинский район Воронежской области) красноармеец Е. И. Черноконь выстрелом из противотанкового ружья подбил вражеский танк. Приказом командира полка награждён медалью «За отвагу».
В ходе Варшавско-Познанской наступательной операции орудийный номер 185-го гвардейского артиллерийского полка (82-я гвардейская стрелковая дивизия, 8-я гвардейская армия, 1-й Белорусский фронт) гвардии ефрейтор Черноконь Евтропий Иванович 15 января 1945 года юго-западнее города Варка (Польша) прямой наводкой ликвидировал 2 немецких пулемёта, дзот, 7 гитлеровцев.
Приказом командира 82-й гвардейской стрелковой дивизии гвардии генерал-майора Хетагурова Г. И. от 7 февраля 1945 года гвардии ефрейтор Черноконь Евтропий Иванович награждён орденом Славы 3-й степени.
14 февраля 1945 года при ликвидации вражеской группировки в городе Познань (Польша) Черноконь Е. И. в составе расчёта прямой наводкой вывел из строя 4 пулемёта и свыше отделения пехоты. 16 февраля 1945 года при отражении нападения гитлеровцев на огневую позицию из личного оружия сразил 8 солдат.
Приказом командующего 8-й гвардейской армией от 15 апреля 1945 года гвардии ефрейтор Черноконь Евтропий Иванович награждён орденом Славы 2-й степени.
В ходе Берлинской наступательной операции 26 апреля 1945 года в сражении за город Берлин Черноконь Е. И. в составе расчёта в числе первых переправил орудие через канал и прямой наводкой подбил самоходное орудие, уничтожил зенитную пушку, 6 пулемётов, свыше 10 автоматчиков. 28 апреля 1945 года под вражеским огнём переправился вместе с расчётом через канал Ландвер, заменил выбывшего из строя командира орудия, поразил 2 зенитных орудия, 4 фаустников и до 10 автоматчиков.
Указом Президиума Верховного Совета СССР от 15 мая 1946 года за образцовое выполнение боевых заданий командования в боях с немецко-фашистскими захватчиками на завершающем этапе Великой Отечественной войны гвардии ефрейтор Черноконь Евтропий Иванович награждён орденом Славы 1-й степени.
В мае 1945 года сержант Е. И. Черноконь демобилизован. Жил в селе Тарасовка, затем в селе Покотилово Новоархангельского района Кировоградской области. Работал каменщиком в колхозе.
Умер 14 января 1989 года. Похоронен в селе Покотилово Новоархангельский район Кировоградской области.

## Награды
- Орден Отечественной войны I степени (11.03.1985)[4]
- Полный кавалер ордена Славы:
  - орден Славы I степени (15.05.1946)[5];
  - орден Славы II степени (15.04.1945)[6];
  - орден Славы III степени (07.02.1945)[7];
- медали, в том числе:
  - «За отвагу» (29.03.1943)[8]
  - «За оборону Сталинграда» (1.05.1944)
  - «За освобождение Варшавы» (9.05.1945)
  - «За взятие Берлина» (9.05.1945)
  - «За освобождение Праги» (9.05.1945)
  - «В ознаменование 100-летия со дня рождения Владимира Ильича Ленина» (6 апреля 1970)
  - «За победу над Германией в Великой Отечественной войне 1941—1945 гг.» (9 мая 1945[9])

- - «20 лет Победы в Великой Отечественной войне 1941—1945 гг.» (7 мая 1965[10])
  - «30 лет Победы в Великой Отечественной войне 1941—1945 гг.»[11]
  - 40 лет Победы в Великой Отечественной войне 1941—1945 гг.[12]
  - «30 лет Советской Армии и Флота»[13]
  - «40 лет Вооружённых Сил СССР»[14]
  - «50 лет Вооружённых Сил СССР» (26 декабря 1967[15])
- Знак «25 лет победы в Великой Отечественной войне» (1970)

## Память
- На могиле установлен надгробный памятник
- Его имя увековечено в Главном Храме Вооружённых сил России, и навсегда запечатлено на мемориале «Дорога памяти»